# Brane Mozetič

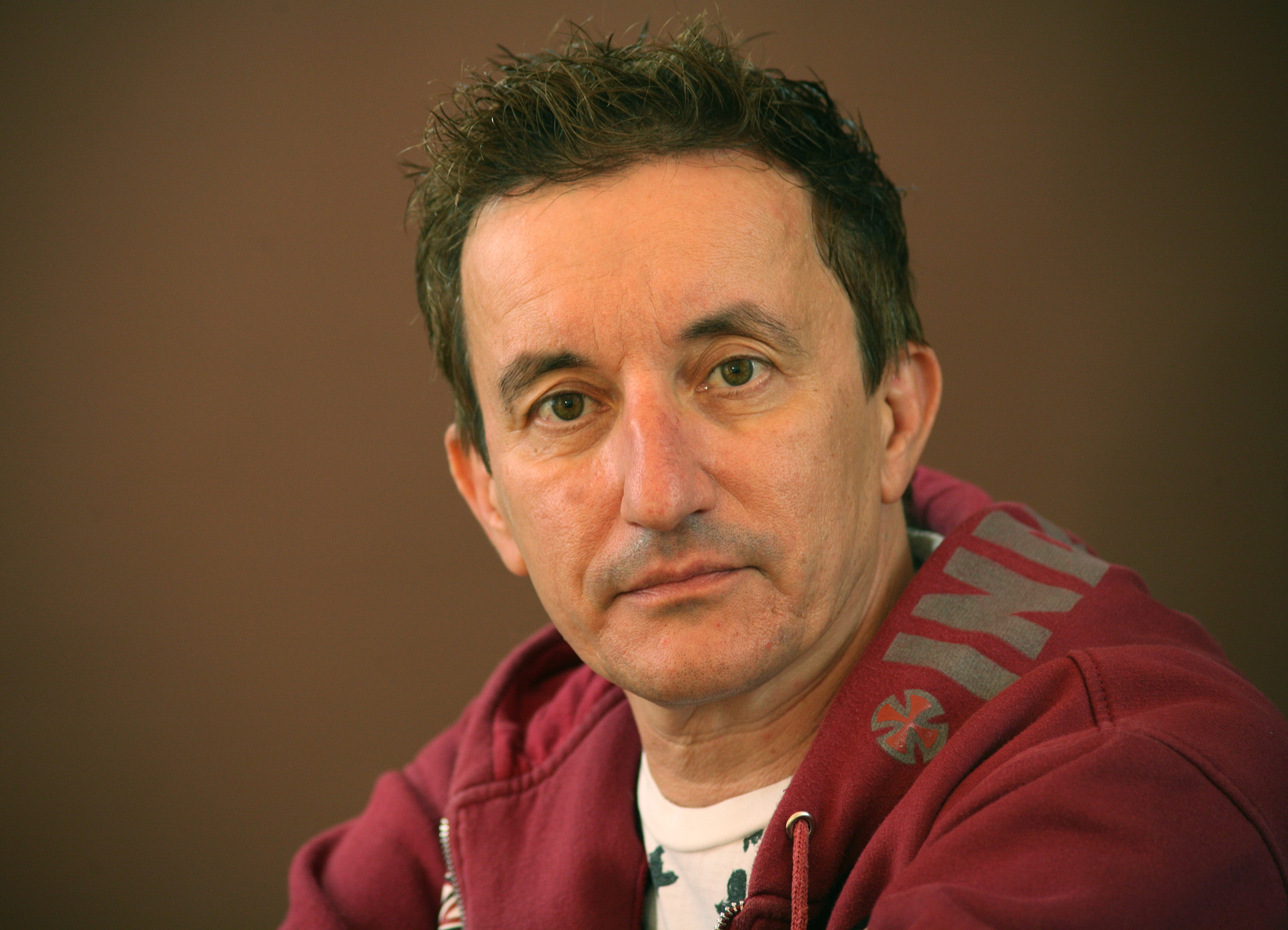
Brane Mozetič, 2012

Brane Mozetič (* 14. Oktober 1958 in Ljubljana, SFRJ) ist ein slowenischer Autor, Verleger, Herausgeber und Übersetzer.

## Leben und Werk
Erste Gedichte veröffentlichte Mozetič bereits als Gymnasiast. Er studierte Vergleichende Literaturwissenschaft und Literaturtheorie an der Philosophischen Fakultät der Universität Ljubljana und schloss 1983 mit einer Diplomarbeit über die slowenische Rezeption Verlaines, Rimbauds und Mallarmés bis zum Jahr 1918 ab. 1984–1985 absolvierte er ein Postdiplomstudium an der Sorbonne in Paris. Mozetič war Chefredakteur der 1990–1997 erschienenen slowenischen Schwulenzeitschrift Revolver. Er ist Leiter des Zentrums für slowenische Literatur, Redakteur der Buchreihen Aleph und Lambda sowie Programmdirektor des 1984 von ihm mitbegründeten LGBT-Film-Festivals in Ljubljana. Als Leiter des Zentrums für slowenische Literatur organisierte er zahlreiche Gastauftritte auf Buchmessen sowie Lesereisen slowenischer Autoren in der ganzen Welt.
Er ist Herausgeber mehrerer LGBT-Literaturanthologien sowie Anthologien zeitgenössischer slowenischer Literatur, ferner ein produktiver Übersetzer französischer Literatur; neben Klassikern wie Rimbaud, Genet und Vitrac übersetzte er u. a. auch zeitgenössische Autoren, insbesondere aus der LGBT-Szene (u. a.: René de Ceccaty, William Cliff, Jean-Paul Daoust, Guillaume Dustan, Tony Duvert, Hervé Guibert, Stéphane Lambert, Mohamed Leftah, Mathieu Lindon, Rachid O., Marc Vilrouge), aber auch außerhalb (u. a. Amin Maalouf). Seine Übersetzung von Michel Foucaults Histoire de la sexualité erschien 1993–2000 in drei Bänden sowie 2010 in einem Band.
Mozetič hat zahlreiche Lyrikbände veröffentlicht und ist auch als Erzähler und als Autor von Kinderliteratur hervorgetreten. Er wurde zweimal mit dem vom Slowenischen Schriftstellerverband vergebenen Simon-Jenko Preis (Jenkova nagrada) ausgezeichnet, 2003 für den Gedichtband Banalije (dt. Banalien), 2019 für den Gedichtband Sanje v drugem jeziku. Mit Übersetzungen in über zwanzig Sprachen zählt er zu den meist übersetzten slowenischen Autoren überhaupt. Allein der Gedichtband Banalije liegt in Übersetzungen in mehr als ein Dutzend Sprachen vor. Einige Gedicht- und Prosabände wurden von Andrej Leben auf Deutsch übersetzt.

## Publikationen (Auswahl)

### Lyrik
- Sneguljčica je sedem palčkov. Ljubljana: II. gimnazija, 1976.
- Soledadesi. Eigenverlag 1978.
- Pesmi in plesi. 1982.
- Modrina dotika. Ljubljana: Mladinska knjiga 1986.
- Zaklinjanja. Ljubljana: Književna mladina Slovenije 1987.
- Mreža. Ljubljana: Emonica 1989.
- Obsedenost/Obsession. Slowenisch/Französisch; traduit par William Cliff Ljubljana: Aleph; Paris: Geneviève Pastre 1991.
- Pesmi za umrlimi sanjami. Ljubljana: Cankarjeva založba 1995.
- Metulji. Ljubljana: Škuc 2000; deutsche Übersetzung: Schmetterlinge. Aus dem Slowenischen von Andrej Leben. Sisyphus Verlag, Klagenfurt 2008.
- Banalije. Ljubljana: Lamda 2003; deutsche Übersetzung: Banalien. Aus dem Slowenischen von Andrej Leben. Männerschwarm Verlag, Hamburg 2010.
- Še banalije. Ljubljana: Škuc 2005; deutsche Übersetzung: Banalien 2. Aus dem Slowenischen von Andrej Leben. Sisyphus Verlag, Klagenfurt 2016.
- In še. Ljubljana: Škuc 2007; deutsche Übersetzung: Und mehr. Banalien 3. Aus dem Slowenischen von Andrej Leben. Sisyphus Verlag, Klagenfurt 2022.
- Mesta ure leta. Ljubljana: Škuc 2011.
- Nedokončane skice neke revolucije. Ljubljana: Škuc 2013.
- Sanje v drugem jeziku. Ljubljana: Škuc 2018.

### Prosa
- Pasijon. Ljubljana: Aleph 1993.
- Angeli. Ljubljana: Aleph 1996; deutsche Übersetzung: Schattenengel. Aus dem Slowenischen von Andreas Leben. Passagen Verlag, Wien 2004.
- Zgubljena zgodba. Ljubljana: Aleph 2001; deutsche Übersetzung: Die verlorene Geschichte. Aus dem Slowenischen von Andrej Leben. Sisyphus, Klagenfurt 2006.
- Objemi norosti. Ljubljana: Škuc 2015; deutsche Übersetzung: Umarmungen des Wahnsinns. Aus dem Slowenischen von Andrej Leben. Sisyphus Verlag, Klagenfurt 2018.

### Kinderbücher
- Dežela bomb, dežela trav. Ljubljana: Center za slovensko književnost 2013.
- Alja dobi zajčka. Ljubljana: Center za slovensko književnost 2014.
- Prva ljubezen. Ljubljana: Škuc 2014.
- Dihurlandija. Ljubljana: Center za slovensko književnost 2016.
- Murenček in Polhek. Ljubljana: Škuc 2017.
- Ahil in Patrokles. Ljubljana: Škuc 2020.

### Herausgeberschaft
- Drobci stekla v ustih, antologija poezije 20. stoletja s homoerotično motiviko. Ljubljana: Aleph 1989.
- Modra svetloba, homoerotična ljubezen v slovenski literaturi. Ljubljana: Škuc 1990.
- Poesie slovene contemporaine. Marseille: Autres temps 1994, Quebec: Ecrits des Forges 1995
- Cinco Autores Eslovenos. Ljubljana: Center za slovensko književnost 2000.
- Quatro Escritores Eslovenos. Ljubljana: Center za slovensko književnost 2000.
- Poesia Eslovena Contemporanea. Buenos Aires: Ediciones Gog y Magog 2006.
- Six Slovenian Poets. Todmorden: Arc Publications 2006.
- Treze Poetas Eslovenos. Lisbon: Roma Editora, 2008.
- Muhtarat min aš-ši`r as-slufini al-mu`asir. Casablanca: Dar Toubkal, 2009.
- Moral bi spet priti, sodobna evropska gejevska poezija. Ljubljana: Škuc 2009.
- Grmade, parade in molk. Ljubljana: Škuc 2014.
- Brez besed ji sledim, sodobna evropska lezbična poezija. Ljubljana: Škuc 2015.